# Bayat (Afyonkarahisar)

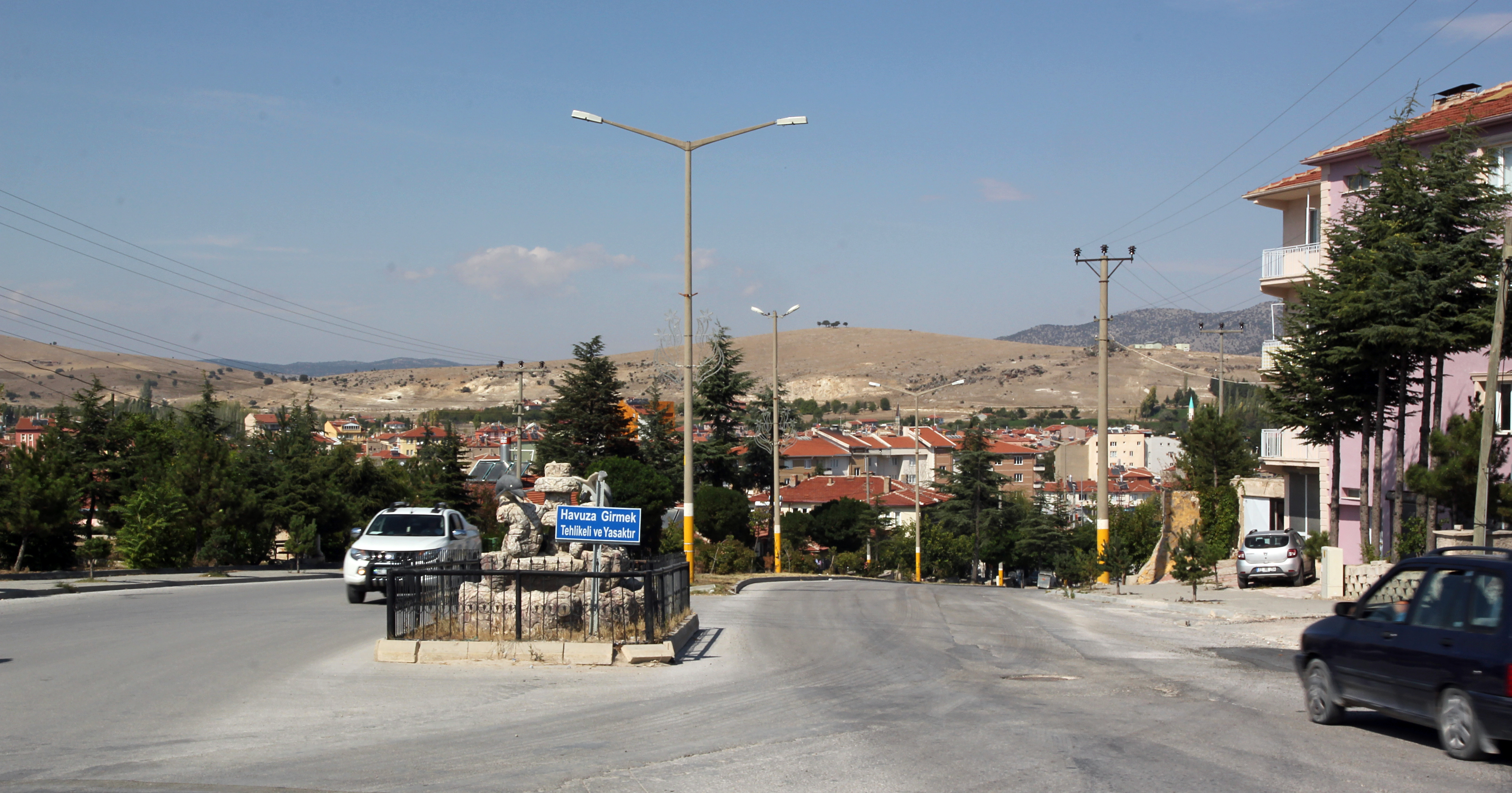
Bayat

Pour les articles homonymes, voir Bayat (homonymie).
Bayat est une ville et un district de la province d'Afyonkarahisar dans la région égéenne en Turquie.